# Fyre
Fyre, pseudonimo di Ognjan Pavlov (in bulgaro Огнян Павлов?; Sofia, 7 novembre 1995), è un rapper e attore bulgaro.

## Biografia
Fyre ha fatto il proprio debutto nell'industria discografica nel 2017, facendosi conoscere per il singolo virale Kylian Mbappé (2018), un omaggio all'eponimo calciatore; tale canzone, divenuta una delle più riprodotte in bulgaro di sempre su Spotify, ha anticipato l'uscita del primo album in studio Otkrovenie (2019). Al disco hanno fatto seguito gli LP Vsekimu svoeto (2020), contenente il successo Sofia Hills, e Caesar (2021).
Ha anche fatto il suo esordio come attore nel film German Lessons (2020), diretto da Pavel Vesnakov. È apparso anche come artista ospite nel tormentone estivo Paralija (2022), tratto dall'album Lotus di Virgo, che è stato eletto canzone dell'anno dall'emittente radiofonica The Voice e che è divenuto uno dei brani col maggior numero di stream sul servizio musicale svedese in territorio bulgaro.
Nel giugno 2023 è stato presentato l'EP collaborativo con Virgo 3/3 Vol. 1; il progetto include Sălzi, anch'essa divenuta una hit nazionale. Nel marzo successivo viene messo in commercio il quinto LP Otkrovenie III: Novoroždenie, mentre a luglio ha interpretato il personaggio di Koko nella pellicola Windless (Bezvetrie).

## Discografia

### Album in studio
- 2019 – Otkrovenie
- 2020 – Vsekimu svoeto
- 2021 – Caesar
- 2022 – Otkrovenie II
- 2024 – Otkrovenie III: Novoroždenie
- 2025 – Silen i smel

### EP
- 2023 – 3/3 Vol. 1 (con Virgo)

### Singoli
- 2017 – Njama me do teb sega
- 2017 – Team 02
- 2017 – Idam za vsičko
- 2017 – Nov den
- 2017 – Grande (feat. Ndoe)
- 2017 – Sega e našijat red (con Vitezz)
- 2017 – Mnogo sos
- 2017 – Da vali
- 2017 – Riskuvame
- 2018 – Cash para
- 2018 – Da živeja
- 2018 – Ako si dal
- 2018 – Kogato nad Vitoša mrănke
- 2018 – Wesh wesh frero (con Calvine Kid)
- 2018 – Kylian Mbappé
- 2018 – The World Is Mine
- 2019 – Mademoiselle pardon
- 2019 – Az săm drug
- 2019 – Sofia Hills
- 2020 – BSKS SFRF (feat. Gocata)
- 2020 – Smeli i mladi
- 2020 – Bijta kato spre
- 2020 – Vsekimu svoeto
- 2020 – Dali da zamina
- 2021 – Az săm gotov (feat. Milioni)
- 2021 – Smărt predi pozora
- 2021 – Stres test
- 2021 – Mahlen biznes
- 2022 – Iskat da padna
- 2022 – Djigit Drill
- 2022 – Topa na banketa (con Momo Records)
- 2022 – Himn za kvartala (feat. Gocata Kangal)
- 2023 – Baby (con i 2Bona)
- 2023 – Mahlenska liturgija
- 2023 – Butam (con Virgo)
- 2023 – Može bi
- 2023 – Zašto te tărsja
- 2023 – Njama da ladna (con Theo)
- 2023 – Insomnija
- 2023 – Mandela (con Aleksplugg e Rizziatta)
- 2023 – Sofia Hills 2
- 2024 – Bumer 2
- 2025 – Krăgovrat
- 2025 – Pripomni mi (con i Molec)

## Filmografia
- German Lessons, regia di Pavel Vesnakov (2020)
- Windless (Bezvetrie), regia di Pavel Vesnakov (2024)